# 米高·特威迪
米高·特威迪（Michael Thwaite，1983年5月2日—），是一名澳洲職業足球員，司職中堅，現效力澳職球會珀斯光輝。
曾長期在歐洲球壇搵食，2009年加盟黃金海岸聯，但其後該會因財政問題解散。2012年加盟珀斯光輝並效力至今，一直是球隊的防線重心人物。